# Russula subsect. Griseinae
Russula subsect. Griseinae ist eine Untersektion aus der Gattung Russula, die innerhalb der Sektion Heterophyllae steht. Die Typart ist der Russula grisea, der Taubentäubling. Die Untersektion wurde durch Julius Schäffer 1933 eingeführt. Henri Romagnesi folgend hat das Taxon bei einigen Mykologen den Rang einer Sektion. Innerhalb der Heterophyllae bilden die Griseinae den größten und fraglos auch den schwierigste Formenkreis, dessen Arten sich oft nur mikroskopisch unterscheiden lassen.

## Merkmale
Die Untersektion enthält große oder mittelgroße Täublinge mit zerbrechlichen, creme- bis ockerfarbenen Lamellen. Der Hut ist grau, grün, violett oder olivfarben und mehr oder weniger fest. Der Geruch ist unbedeutend, der Geschmack meist mild, doch in den Lamellen oder bei jungen Exemplaren mitunter auch schärflich. Die Guajakreaktion ist nur schwach ausgeprägt. Die Eisensulfatreaktion verläuft von Art zu Art unterschiedlich; sie kann nahezu negativ bis lebhaft positiv sein. Meist färbt sich das Fleisch rosa oder mehr oder weniger leuchtend rosaorange an, in einigen Fällen findet man aber eine schwach gelbliche bis fast schmutzig grünliche Verfärbung.
Die Hyphen-Endzellen der Huthaut sind variabel, aber immer mehr oder weniger in kürzere Zellen untergliedert, die manchmal fast genauso lang wie breit sind und niemals spitz zulaufen. Die Huthaut enthält relativ viele Pileozystiden, die sich mit Sulfovanillin gut anfärben lassen. Die „Haare“ sind unterschiedlich stark septiert. Die Typart ist Russula grisea, der Taubentäubling.

### Systematik
Das Taxon Griseinae findet sich sowohl bei Romagnesi als auch bei Sarnari. Bei Romagnesi hat es den Rang einer Sektion, bei Sarnari ist es eine Untersektion. Im Gegensatz zu Bon stellen beide Autoren den Grasgrünen Täubling (R. aeruginea) in eine eigene Untersektion Illicinae. Singer interpretiert die Untersektion wie Bon. Bei ihm heißt sie aber Subcompactinae und steht innerhalb seiner Sektion Regidae, die der Sektion Heterophyllae entspricht. Für eine Abtrennung des Grasgrünen Täublings von den übrigen Arten der Untersektion spricht dessen leicht unterschiedliche Mykorrhizaanatomie und das Fehlen von violetten Farbstoffen, wie sie für die übrigen Vertreter der Sektion typisch sind.
Die untersuchten Arten der Subsektion Griseinae bilden in Bezug auf die Morphologie und Anatomie ihrer Fruchtkörper wie auch ihrer Mykorrhizen eine sehr einheitliche Gruppe. Da insgesamt noch zu wenige molekularbiologische Daten vorliegen, kann man bisher nur feststellen, dass die wenigen untersuchen Arten alle innerhalb der Sektion Heterophyllae liegen. Die Ergebnisse der R-DNS-Analyse des Grasgrünen Täublings werden unterschiedlich interpretiert; während eine Arbeitsgruppe die Art innerhalb der Sektion Heterophyllae einordnete, hält es eine andere Arbeitsgruppe (Miller & Buyck) für ein Schwestertaxon, das neben dem Frauen-Täubling und der Sektion Ingratae steht.
| Deutscher Artname            | Wissenschaftlicher Artname | Autor                           |
| ---------------------------- | -------------------------- | ------------------------------- |
| Weißblättriger Bunttäubling  | Russula variegatula        | Romagn. ex Bon                  |
| Enten-Täubling               | Russula anatina            | Romagn. (1967)                  |
| Dünnhyphiger Täubling        | Russula stenotricha        | Romagn. (1967)                  |
| Ockersporiger Speisetäubling | Russula medullata          | Romagn. (1997)                  |
| Grasgrüner Birken-Täubling   | Russula aeruginea          | Fr. (1863)                      |
| Olivgrüner Täubling          | Russula pseudoaeruginea    | (Romagn.) Kuyper & Vuure (1985) |
| Gefurchtstieliger Täubling   | Russula subterfurcata      | Romagn. (1967)                  |
| Blasser Täubling             | Russula galochroa          | (Fr.) Fr. (1874)                |
| Blaugrüner Reiftäubling      | Russula parazurea          | Jul. Schäff. (1931)             |
| Papageien-Täubling           | Russula ionochlora         | Romagn. (1952)                  |
| Grauvioletter Reiftäubling   | Russula grisea             | (Batsch) Fr. (1838)             |
| Olivgıauer Täubling          | Russula faustiana          | Sarnari (1992)                  |
| Grünlichweißer Täubling      | Russula galochroides       | Sarnari (1988)                  |
| Bleibrauner Täubling         | Russula plumbeobrunnea     | Jurkeit & Schößler (2010)       |
| Taubenblauer Täubling        | Russula columbicolor       | Jurkeit & Herches (2007)        |